# Östergötlands runinskrifter KJ54
Östergötlands runinskrifter KJ54, tidigare Ög N250, är en runristning i en berghäll i Himmelstalundsområdet i Norrköping. Ristningen är gjord med runor från den urnordiska fuþarken och bedöms vara gjord omkring år 200-400. Den upptäcktes 1871 av Nordenskjöld. I samma område finns ett stort antal hällristningar och runinskriften, som står alldeles intill en sådan figur, tros vara samhörig med dessa.

## Runtext
De sex runorna på runhällen tros vara avsedda att läsas från höger till vänster. De bildar då, i translitterering, följande ord enligt den officiella tolkningen publicerad i Rundata:
braido
Två runologer, Énver Achmedovic Makaev (1965) och Tineke Looijenga (2003) menar att en tolkning nästintill är omöjlig. Ett antal tolkningsförsök har dock gjorts.

## Tolkningar

### Sigurd Agrell
Agrell (1938) läser buando och översätter detta till "den boende/invånaren" i betydelsen ägaren.

### Gustav Neckel
Neckel (1938) läser … raid ō och översätter detta till "B. vek hädan. Hans egendom [följde honom]".

### Wolfgang Krause och Arthur Nordén
Både Krause (1971) och Nordén (1946) läser ristningen B(r)a(i)d(ō) och tolkar detta som Braidō, vilket skulle kunna översättas som "den vida" i betydelsen mäktig trollkvinna. Nordén har även framlagt förslaget buaidō, vilket han översätter "jag gjorde [ristningen]". 

### Heinz Klingenberg
Klingenberg (1973) läser bra(n)do vilket han översätter till "jag brände" i anslutning till skeppet som är avbildat efter runinskriften.

### Elmer Antonsen
Antonsen (2002) läser ristningen som egennamnet Brandō.